# Karl Gustav, storfurste av Finland
Prins Karl Gustav, född 2 december 1802 på Drottningholms slott, död 10 september 1805 på Haga slott, var andre och yngste son till Sveriges kung Gustav IV Adolf och drottning Fredrika.